# Vélo à voile

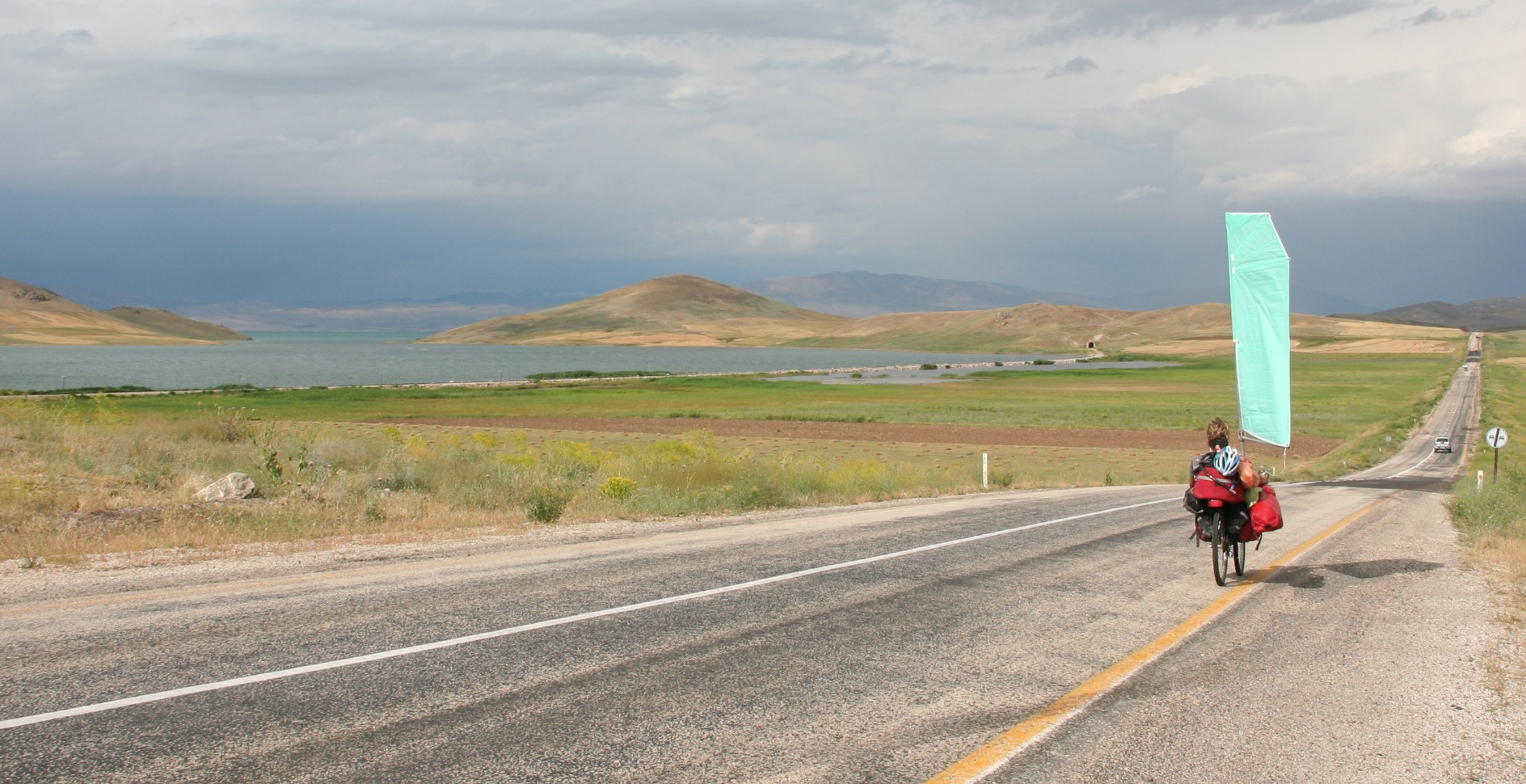
Vélo couché à voile, à l'est de la Turquie au Lac Erçek.

Le vélo à voile est une voile associée à un vélo, un vélo couché, ou un tricycle. Il s’agit donc d'un Véhicule hybride, mélange de Véhicule à propulsion humaine et de véhicule éolien (en). 

## Description
Il a deux modes de propulsion et ne doit pas être confondu avec un véhicule uniquement éolien comme l'aérocycle qui n'a pas de pédalier et est donc plutôt une draisienne à voile, ou comme l'aéroplage ou le char à voile qui peut parfois ressembler à un tricycle à voile. Le vélo à voile peut utiliser ses deux modes de propulsion en même temps, ou un seul des deux selon les conditions de vent.

## Historique

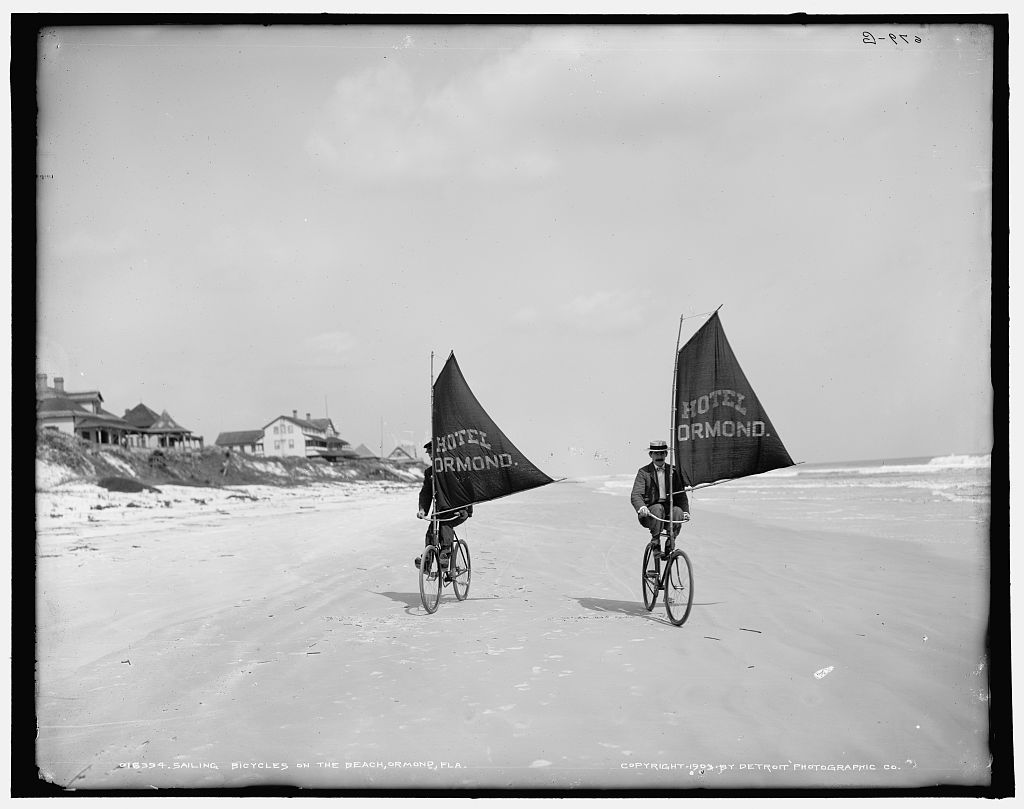
Vélos à voiles sur la plage. Ormond, Floride, États-Unis, 1903. Bibliothèque du Congrès

L'idée est assez ancienne comme on peut le voir dans un article de Popular Mechanics de décembre 1938 ou sur la photo ci-contre de 1903 en Floride. Mais le concept n'est pas industrialisé et reste un produit fabriqué artisanalement.
Avec la découverte de matériaux plus performants, des vélos à voile plus légers et plus rapides sont fabriqués :
Vélo classique à voile
- 1986 : Le vélo a voile du français Christian Nau qui l'a expérimenté dans plusieurs voyages, en Chine et au Salar d'Uyuni[2].

Vélo couché à voile
- 2005 : Vélo couché à voile de Germain Creuzard[3].

Trike et quadricycle à voile
- 2008 : Les trikes à voile Whike[4]
- 2013 - 2015 : Le Catrike (en) à voile de Laurent Houssin[5],[6],[7]
- 2018 - 2019 : Le trike solaire à voile d'Hermaiolios[8]

## Fabrication
En dehors des fabrications artisanales, le seul vélo à voile vendu dans le commerce est le Whike.